# Spodnje Laže
Spodnje Laže – wieś w Słowenii, w gminie Slovenske Konjice. W 2018 roku liczyła 144 mieszkańców.